# Speedway Ekstraliga (2015)
Ekstraliga żużlowa 2015 – (spons. PGE Ekstraliga) szesnasty, od czasu uruchomienia Ekstraligi i 68. w historii, sezon rozgrywek najwyższego szczebla o drużynowe mistrzostwo Polski na żużlu. Tytułu mistrza Polski z sezonu 2014 broniła drużyna MONEYmakesMONEY.pl Stal Gorzów Wielkopolski. Do Ekstraligi awansowały PGE Stal Rzeszów i MrGarden GKM Grudziądz.
Sponsorem tytularnym rozgrywek została spółka Polska Grupa Energetyczna, która związała się trzyletnią umową z organizatorem.
Zwycięzcą rozgrywek oraz Drużynowym Mistrzem Polski 2015 została drużyna Fogo Unii Leszno, która pokonała w finale zespół Betard Sparty Wrocław. Był to już 14. tytuł mistrzowski i pierwszy od pięciu lat (ostatni triumf Leszczynianie świętowali w 2010 roku).

## Drużyny
| Klub                           | Poprzedni sezon |
| ------------------------------ | --------------- |
| MONEYmakesMONEY.pl Stal Gorzów | 1. miejsce      |
| Fogo Unia Leszno               | 2. miejsce      |
| Unia Tarnów                    | 3. miejsce      |
| SPAR Falubaz Zielona Góra      | 4. miejsce      |
| KS Toruń                       | 5. miejsce      |
| Betard Sparta Wrocław          | 6. miejsce      |
| PGE Stal Rzeszów               | Beniaminek      |
| MRGARDEN GKM Grudziądz         | Beniaminek      |

## Rozgrywki

### Runda zasadnicza

#### Tabela
| Poz | Klub                                        | M  | Z  | R | P | B | Pkt | +/−  | Awans lub spadek   |
| --- | ------------------------------------------- | -- | -- | - | - | - | --- | ---- | ------------------ |
| 1   | Fogo Unia Leszno                            | 14 | 12 | 0 | 2 | 5 | 29  | +89  | Awans do Play-off  |
| 2   | Unia Tarnów                                 | 14 | 8  | 1 | 5 | 4 | 21  | +17  | Awans do Play-off  |
| 3   | Betard Sparta Wrocław                       | 14 | 6  | 1 | 7 | 5 | 18  | +68  | Awans do Play-off  |
| 4   | KS Toruń                                    | 14 | 6  | 2 | 6 | 3 | 17  | +27  | Awans do Play-off  |
| 5   | SPAR Falubaz Zielona Góra                   | 14 | 6  | 1 | 7 | 3 | 16  | -1   |                    |
| 6   | MONEYmakesMONEY.pl Stal Gorzów Wielkopolski | 14 | 5  | 0 | 9 | 3 | 13  | +10  |                    |
| 7   | PGE Stal Rzeszów                            | 14 | 5  | 1 | 8 | 2 | 13  | -26  | Baraż o utrzymanie |
| 8   | MrGarden GKM Grudziądz                      | 14 | 5  | 0 | 9 | 0 | 10  | -184 | Spadek do PLŻ 1    |

Źródło: PGE Ekstraliga

#### Wyniki
| Gospodarz \ Gość                            | LES   | TAR   | WRO   | TOR   | ZIE   | GOR   | RZE   | GRU   |
| ------------------------------------------- | ----- | ----- | ----- | ----- | ----- | ----- | ----- | ----- |
| Fogo Unia Leszno                            | —     | 52–38 | 46–44 | 44–46 | 48–42 | 48–42 | 57–32 | 54–36 |
| Unia Tarnów                                 | 43–47 | —     | 47–43 | 50–40 | 53–37 | 50–40 | 48–42 | 55–35 |
| Betard Sparta Wrocław                       | 57–32 | 52–38 | —     | 51–39 | 42–48 | 50–40 | 56–34 | 63–27 |
| KS Toruń                                    | 44–46 | 45–45 | 45–45 | —     | 46–39 | 56–33 | 48–42 | 59–31 |
| SPAR Falubaz Zielona Góra                   | 36–54 | 43–47 | 50–40 | 47–43 | —     | 48–42 | 50–40 | 57–33 |
| MONEYmakesMONEY.pl Stal Gorzów Wielkopolski | 38–51 | 61–29 | 50–40 | 42–48 | 48–42 | —     | 55–35 | 63–27 |
| PGE Stal Rzeszów                            | 42–48 | 47–43 | 52–37 | 49–40 | 45–45 | 50–40 | —     | 61–29 |
| MrGarden GKM Grudziądz                      | 44–46 | 37–52 | 47–43 | 49–41 | 47–43 | 50–40 | 45–44 | —     |

### Play-off
|  |           |                       |                       |                       |           |    |                  |                  |       |       |       |       |
|  | Półfinały | Półfinały             | Półfinały             | Półfinały             | Półfinały |    |                  | Finał            | Finał | Finał | Finał | Finał |
|  | Półfinały | Półfinały             | Półfinały             | Półfinały             | Półfinały |    |                  | Finał            | Finał | Finał | Finał | Finał |
|  |           |                       |                       |                       |           |    |                  |                  |       |       |       |       |
|  |           |                       |                       |                       |           |    |                  |                  |       |       |       |       |
|  | 1.        | Fogo Unia Leszno      | 41                    | 53                    |           |    |                  |                  |       |       |       |       |
|  | 1.        | Fogo Unia Leszno      | 41                    | 53                    |           |    |                  |                  |       |       |       |       |
|  | 4.        | KS Toruń              | 49                    | 37                    |           |    |                  |                  |       |       |       |       |
|  | 4.        | KS Toruń              | 49                    | 37                    |           |    | Fogo Unia Leszno | Fogo Unia Leszno | 49    | 45    |       |       |
|  |           |                       |                       |                       |           |    | Fogo Unia Leszno | Fogo Unia Leszno | 49    | 45    |       |       |
|  |           |                       | Betard Sparta Wrocław | Betard Sparta Wrocław | 41        | 45 |                  |                  |       |       |       |       |
|  | 2.        | Unia Tarnów           | Betard Sparta Wrocław | Betard Sparta Wrocław | 41        | 45 | 36               | 50               |       |       |       |       |
|  | 2.        | Unia Tarnów           |                       |                       |           |    |                  |                  |       |       |       |       |
|  | 3.        | Betard Sparta Wrocław | 54                    | 40                    |           |    |                  |                  |       |       |       |       |
|  | 3.        | Betard Sparta Wrocław | 54                    | 40                    |           |    |                  |                  |       |       |       |       |
|  |           |                       |                       |                       |           |    |                  |                  |       |       |       |       |